# رود باکی
رود باکی (روسی: Бакы) یک رودخانه در یاقوتستان کشور روسیه است.